# 布谷鸟搜索算法
布谷鸟搜索（Cuckoo Search，縮寫 CS），也叫杜鹃搜索，是由剑桥大学杨新社（音譯自：Xin-She Yang）教授和S.戴布（S.Deb）于2009年提出的一种新兴启发算法。
CS算法是通过模拟某些种属布谷鸟的寄生育雏（Brood Parasitism） ，来有效地求解最优化问题的算法。同时，CS也采用相关的Levy飞行搜索机制。研究表明，布谷鸟搜索比其他群体优化算法更有效。

## 布谷鸟搜索
布谷鸟搜索（CS）使用蛋巢代表解。最简单情况是，每巢有一个蛋，布谷鸟的蛋代表了一种新的解。其目的是使用新的和潜在的更好的解，以取代不那么好的解。该算法基于三个理想化的规则：
- 每个杜鹃下一个蛋，堆放在一个随机选择的巢中；
- 最好的高品质蛋巢将转到下一代；
- 巢的数量是固定的，布谷鸟的蛋被发现的概率为{\displaystyle p_{a}}。

## 实际应用
布谷鸟搜索到工程优化问题中的应用已经表现出其高优效率 经过几年的发展，为了进一步提高算法的性能，CS算法的很多变体与改进逐步涌现。瓦爾頓（Walton）等提出了修正布谷鳥搜索（Modified Cuckoo Search，縮寫 MCS）；伐立安（Valian）等提出了一种可变参数的改进CS算法，提高了收敛速度，并将改进算法应用于前馈神经网络训练中；馬里切爾凡姆（Marichelvam）将一种混合CS算法应用于流水车间调度问题求解中；錢德拉塞卡蘭（Chandrasekaran）等将集成了模糊系统的混合CS算法应用于机组组合问题。
楊（Yang）和戴布（Deb）提出多目标布谷鸟搜索（Multiobjective Cuckoo Search，縮寫 MOCS），应用到工程优化并取得很好的效果；詹（Zhan）等通过对种群分组，并根据搜索的不同阶段对搜索步长进行预先设置，提出了修正調適布谷鸟搜索（Modified Adaptive Cuckoo Search，縮寫 MACS），提高了CS的性能。

## 外部連結
- Matlab 展示程式碼 （页面存档备份，存于）